# 蒼井優×4つの嘘 カムフラージュ
蒼井優×4つの嘘 カムフラージュは、2008年1月30日から4月16日までWOWOWで放送されたテレビドラマ。全12話。

## 概要
番組は1章＝全3話の4章から構成される。全話を通して蒼井優が主演、「嘘」をテーマに描くという共通点がある。

## キャスト

### 第1章「人生って嘘みたい」
- チカ：蒼井優
- ブラジャー男：西島秀俊
- 高野くん：加瀬亮
- 高野くんの父、よる（猫）：温水洋一

### 第2章「バライロノヒビ」
- マコト：蒼井優
- ワタル：新井浩文

### 第3章「アカバネ三姉妹」
- 梅子：蒼井優
- 松子：池津祥子
- 竹子：野嵜好美
- 岡田先生：仲本工事

### 第4章「都民・鈴子 - 百万円と苦虫女 序章 - 」
- 鈴子：蒼井優
- たっちゃん：設楽統（バナナマン）
- みーちゃん：濱田マリ

## スタッフ
- 脚本：高崎卓馬、高須光聖、向井康介、黒沢久子
- 製作人：多田真穂
- 配樂：菅野よう子、きだしゅんすけ、谷口尚久、櫻井映子
- 音樂製作人：緑川徹
- 演出：高田雅博、タカハタ秀太、山下敦弘、タナダユキ
- 制作著作：WOWOW

## 主題歌
- 蒼井優「camouflage」